# بر الأمان (مسلسل)
بر الأمان هو مسلسل تلفزيوني عراقي عرض في عام 1995.

## الممثلون
- عبير فريد
- صاحب نعمة
- كنعان علي
- خالد علي
- صبحي العزاوي
- صاحب شاكر
- سلام داغر
- آلاء شاكر
- عبد الجبار حسن
- علي محسن العلي
- فلاح عبود